# Pablo Iglesias Turrión
Pablo Manuel Iglesias Turrión (Madrid, 17 ottobre 1978) è un politologo e politico spagnolo, Secondo Vicepresidente del Governo di Spagna dal 13 gennaio 2020 nel governo Sánchez II nonché ministro per i diritti sociali e l'agenda 2030 fino al 2021. È inoltre fra i fondatori nel 2014 di Podemos, di cui è stato segretario generale fino al 2021. È stato anche deputato presso il Congresso dei deputati spagnolo.

## Biografia
Durante la sua adolescenza fa parte dei giovani comunisti di Vallecas, uno dei quartieri più proletari di Madrid. Inoltre partecipa come attivista no global alle manifestazioni in occasione del G8 di Genova del 2001.
Nel 2000 svolge l'Erasmus presso l'Università di Bologna, e si laurea in giurisprudenza all'Università Complutense di Madrid nel 2001. Tornato a Madrid, consegue una seconda laurea in scienze politiche nel 2003, svolge un dottorato con una tesi intitolata Multitud y acción colectiva postnacional: un estudio comparado de los desobedientes: de Italia a Madrid ("Moltitudine e azione collettiva post-nazionale: uno studio comparato dei disobbedienti: dall'Italia a Madrid"). Diventa professore di Scienze politiche dal 2008 al 2014.

## Carriera politica

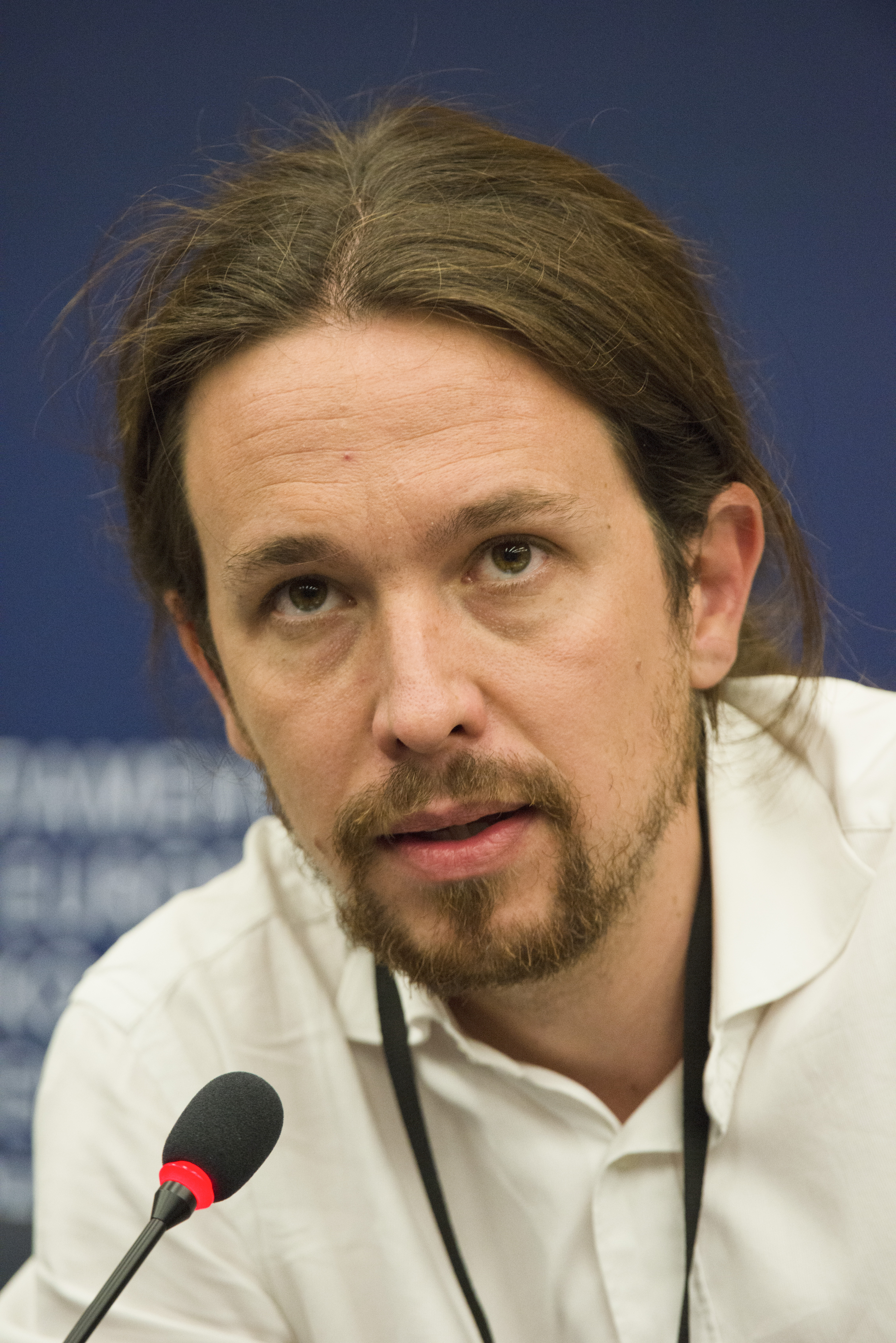
Iglesias durante un intervento al Parlamento europeo

È stato membro dell'Unione delle Gioventù Comuniste di Spagna e parte del movimento no-global.
A partire dai primi anni 2000, Iglesias è stato coinvolto con il Centro per la politica e sociale Studies Foundation (CEPS) ed è attualmente nel consiglio esecutivo dell'organizzazione. Nel corso degli anni 2000, Iglesias è stato coinvolto nella politica dell'America Latina per la Fondazione CEPS e le elezioni monitorate in Paraguay e Bolivia, consulente strategico per il governo del Venezuela e come consulente per il governo boliviano.
Si dichiara ammiratore di Hugo Chávez.
Nel gennaio del 2014, ha presentato, insieme ad altre persone, il movimento di Podemos, come forza politica per le Elezioni europee del 2014.
È stato poi eletto come membro del Parlamento europeo.
Il 25 giugno 2014 GUE/NGL lo ha candidato alla presidenza del Parlamento. In qualità di eurodeputato, Iglesias è stato membro della commissione per gli affari esteri, la sottocommissione per i diritti umani e vice-presidente della delegazione per le relazioni con il Mercosur. È stato anche sostituto per la sottocommissione per la sicurezza e la difesa e la commissione per l'agricoltura e lo sviluppo rurale. Il giornale Politico (quotidiano) lo ha classificato al 25º posto tra gli eurodeputati più influenti dell'VIII legislatura.
Il 27 ottobre 2015 si è dimesso al fine di concentrarsi sulla campagna elettorale per le elezioni di dicembre, nelle quali è stato eletto deputato.
il 5 maggio 2021 annuncia di lasciare la politica per l'insoddisfacente risultato di Podemos alle elezioni regionali di Madrid.

## Vita privata
Iglesias è stato chiamato Pablo in onore del "padre" del socialismo spagnolo, nonché fondatore del Partito Socialista Operaio Spagnolo (PSOE), Pablo Iglesias Posse.
È figlio di María Luísa Turrión Santa María, avvocato per il sindacato CCOO, e di Francisco Javier Iglesias Peláez, un ispettore del lavoro e docente di storia in pensione, ex membro del Frente Revolucionario Antifascista y Patriota. Il nonno paterno, Manuel Iglesias Ramírez (1913-1986), fu un militante socialista, condannato a morte dal regime di Francisco Franco nel 1939, sentenza poi non eseguita perché le accuse contro di lui vennero dimostrate false. Il nonno materno, invece, fu uno dei fondatori dell'Unione Generale dei Lavoratori (UGT), uno dei più grandi sindacati dei lavoratori in Spagna. Ha avuto una relazione con la deputata Tania Sánchez.
È in una relazione, dal 2017, con la psicologa Irene Montero, membro della direzione di Podemos, da cui ha avuto tre figli, i gemelli Leo e Manuel nel 2018, ed Aitana nel 2019.

## Opere
- Pablo Iglesias Turrión e Juan Carlos Monedero, ¡Que no nos representan!: El debate sobre el sistema electoral español, Madrid, Popular, 2011, ISBN 9788478845156.